# San Bernardo Luserna Calcio Femminile 2015-2016
Questa voce raccoglie le informazioni riguardanti la Società Sportiva Dilettantistica San Bernardo Luserna Calcio Femminile nelle competizioni ufficiali della stagione 2015-2016.

## Stagione
La prima partita della stagione del San Bernardo Luserna è stata la prima giornata del Quadrangolare A del turno preliminare della Coppa Italia, partita disputata il 4 ottobre 2015 e vinta per 3-2 sul Torino. Grazie alla successiva vittoria per 3-2 sul Musiello Saluzzo e al pareggio a reti inviolate con il Cuneo, il San Bernardo Luserna ha concluso il quadrangolare al secondo posto dietro al Cuneo e si è qualificato alla fase successiva. Nei sedicesimi di finale ha vinto per 2-1 sulle genovesi dell'Amicizia Lagaccio, guadagnando l'accesso agli ottavi di finale. Gli ottavi hanno nuovamente messo di fronte il San Bernardo Luserna e il Cuneo, ma questa volta la vittoria è andata al Cuneo, che ha così estromesso il San Bernando Luserna dalla competizione.
La prima stagione in Serie A delle piemontesi si è conclusa con l'ottavo posto e con una salvezza ottenuta grazie alle tre vittorie consecutive nelle ultime tre gare di campionato, ma soprattutto grazie alla vittoria per 2-0 sul campo della Pink Sport Time all'ultima giornata.

## Organigramma societario
Area tecnica
- Allenatore: Tatiana Zorri
- Allenatore in seconda: Elisa Miniati
- Direttore sportivo: Elena Piano
- Preparatore dei portieri: Rita Caravilla
- Preparatore atletico: Elisa Miniati
- Dirigente responsabile: Alberto Cerutti
- Dirigente accompagnatore: Morris Canavese
- Dirigente accompagnatore: Serena Curcio

## Rosa
Rosa, numerazione e ruoli, tratti dal sito ufficiale della società, sono aggiornati all'11 gennaio 2016.
| N. |                   | Ruolo | Calciatrice            |
| -- | ----------------- | ----- | ---------------------- |
| 1  | Italia (bandiera) | P     | Noemi Asteggiano       |
| 2  | Italia (bandiera) | D     | Stefania Favole        |
| 3  | Italia (bandiera) | D     | Manuela Bosi (c)       |
| 4  | Italia (bandiera) | D     | Matilde Malatesta      |
| 5  | Italia (bandiera) | D     | Erica Falbo            |
| 6  | Italia (bandiera) | C     | Giorgia Tudisco        |
| 7  | Italia (bandiera) | A     | Alessia D'Ancona       |
| 8  | Italia (bandiera) | C     | Annalisa Favole        |
| 9  | Italia (bandiera) | A     | Raffaella Barbieri     |
| 10 | Italia (bandiera) | A     | Morena Spanu           |
| 11 | Italia (bandiera) | D     | Benedetta Mazzucchetti |
| 13 | Italia (bandiera) | D     | Carlotta Ippolito      |
| 14 | Italia (bandiera) | D     | Martina Felizia        |

| N. |                   | Ruolo | Calciatrice         |
| -- | ----------------- | ----- | ------------------- |
| 15 | Italia (bandiera) | D     | Caterina Putti      |
| 16 | Italia (bandiera) | C     | Erika Di Lascio     |
| 17 | Italia (bandiera) | A     | Alice Sosso         |
| 18 | Italia (bandiera) | A     | Erika Moretti       |
| 19 | Italia (bandiera) | C     | Sara Massarelli     |
| 20 | Italia (bandiera) | D     | Francesca Coluccio  |
| 21 | Italia (bandiera) | C     | Giulia Trapani      |
| 22 | Italia (bandiera) | P     | Chiara Serafino     |
| 23 | Italia (bandiera) | D     | Veronica Cantoro    |
| ?  | Italia (bandiera) | C     | Giulia Campofiorito |
| ?  | Italia (bandiera) | D     | Sonia Bianco        |
| ?  | Italia (bandiera) | D     | Valentina Puglisi   |

## Calciomercato
| Acquisti | Acquisti           | Acquisti          | Acquisti   |
| R.       | Nome               | da                | Modalità   |
| -------- | ------------------ | ----------------- | ---------- |
| P        | Noemi Asteggiano   | Cuneo             | definitivo |
| D        | Sonia Bianco       |                   | svincolata |
| D        | Francesca Coluccio | Atletico Oristano | definitivo |
| D        | Matilde Malatesta  | Amicizia Lagaccio | definitivo |
| D        | Caterina Putti     | Molassana Boero   | definitivo |
| C        | Erika Di Lascio    | Acfd Tradate      | definitivo |
| C        | Giorgia Tudisco    | Cuneo             | definitivo |

| Cessioni | Cessioni           | Cessioni | Cessioni   |
| R.       | Nome               | a        | Modalità   |
| -------- | ------------------ | -------- | ---------- |
| D        | Francesca Coluccio |          | svincolata |
| A        | Morena Spanu       |          | svincolata |

## Risultati

### Serie A

#### Girone di andata
| Arbitro: | Stefano Nicolini (Brescia) |

|                                                                 |           |             |
| Bonetti 37’, 64’, 71’ Fuselli 48’ Gabbiadini 51’ Ledri 54’, 66’ | Marcatori | 74’ Moretti |

| Arbitro: | Costa (Chiavari) |

|             |           |                                                                         |
| Moretti 48’ | Marcatori | 8’ Serturini 10’ Tarenzi 20’, 29’, 72’ Girelli 22’ Cernoia 40’ Sabatino |

| Arbitro: | Bianchini (Terni) |

|  |           |              |
|  | Marcatori | 52’ Barbieri |

| Venaria Reale 21 novembre 2015, ore 14:30 CET 4ª giornata                  | Luserna   | 2 – 3 referto       | Vittorio Veneto | Stadio Don G. Mosso |
| \| \| \| \| \| Spanu 6’ Trapani 42’ \| Marcatori \| 23’, 40’, 88’ Mella \| |           |                     |                 |                     |
|                                                                            |           |                     |                 |                     |
| Spanu 6’ Trapani 42’                                                       | Marcatori | 23’, 40’, 88’ Mella |                 |                     |

| Arbitro: | Bontadi (Trento) |

|                              |           |                          |
| Camporese 28’ Martinelli 79’ | Marcatori | 47’ Moretti 56’ Barbieri |

| Arbitro: | Daniele Sonetti (Genova) |

|  |           |                                                    |
|  | Marcatori | 25’, 63’ Giugliano 30’, 33’ Giacinti 90’ Cambiaghi |

| Arbitro: | Bodini (Verona) |

|                             |           |                        |
| Innerhuber 6’ Bassano 90+1’ | Marcatori | 58’ Barbieri 61’ Putti |

| Venaria Reale 9 gennaio 2016, ore 14:30 CET 8ª giornata | Luserna   | 0 – 1 referto | Fiorentina | Stadio Don G. Mosso |
| \| \| \| \| \| \| Marcatori \| 43’ Panico \|            |           |               |            |                     |
|                                                         |           |               |            |                     |
|                                                         | Marcatori | 43’ Panico    |            |                     |

| Arbitro: | Samoni (Pistoia) |

|                                           |           |  |
| Barbieri 65’ Baldini 71’, 93’ Cimatti 85’ | Marcatori |  |

| Arbitro: | Abagnale (Parma) |

|  |           |                                |
|  | Marcatori | 1’ Moretti 80’ (rig.) D'Ancona |

| Arbitro: | Nicolini (Brescia) |

|                 |           |                                |
| Morra 1’ (aut.) | Marcatori | 24’ Riboldi 37’ Soro 42’ Conte |

#### Girone di ritorno
| Arbitro: | Davide Simonini (Gallarate) |

|  |           |                                 |
|  | Marcatori | 30’ Ledri 81’ Ramera 83’ Pirone |

| Arbitro: | Repetto (Chiavari) |

|                                                                       |           |              |
| Sabatino 7’, 38’, 62’, 69’ Williams 20’ Bonansea 45’, 88’ Girelli 54’ | Marcatori | 83’ Barbieri |

| Arbitro: | Modesto (Treviso) |

|                 |           |  |
| Moretti 8’, 45’ | Marcatori |  |

| Arbitro: | Tommaso Zamagni (Cesena) |

|                                 |           |                                              |
| De Martin 14’ Da Ros 67’, 90+3’ | Marcatori | 64’ (rig.) D'Ancona 72’ Barbieri 87’ Moretti |

| Arbitro: | Daniele Sonetti (Genova) |

|  |           |                                                        |
|  | Marcatori | 7’ Brumana 45+3’ Zuliani 77’, 90+1’ Clelland 86’ Sardu |

| Arbitro: | Alessandro Munerati (Rovigo) |

|                                                                                 |           |  |
| Scarpellini 33’ Iannella 34’ Giacinti 51’, 61’, 68’ Cambiaghi 74’ Giugliano 75’ | Marcatori |  |

| Arbitro: | Rizzello (Savona) |

|                              |           |                              |
| Moretti 41’ Mazzucchetti 67’ | Marcatori | 65’ (rig.), 90+2’ Colasuonno |

| Arbitro: | Luca Zucchetti (Foligno) |

|                                                |           |  |
| Tona 3’, 71’ Caccamo 41’ Salvatori Rinaldi 85’ | Marcatori |  |

| Arbitro: | Senthuran Lingamoorthy (Genova) |

|                            |           |  |
| D'Ancona 52’ A. Favole 75’ | Marcatori |  |

| Arbitro: | Andrea Calzavara (Varese) |

|             |           |  |
| Moretti 39’ | Marcatori |  |

| Arbitro: | Giuseppe Romaniello (Napoli) |

|  |           |                          |
|  | Marcatori | 32’ D'Ancona 88’ Cantoro |

### Coppa Italia

#### Turno preliminare
Quadrangolare A
| Arbitro: | Ettore Longo (Cuneo) |

|                                 |           |                               |
| Barbieri 15’ A. Favole 34’, 44’ | Marcatori | 67’ (rig.), 86’ (rig.) Ponzio |

| Saluzzo 11 ottobre 2015, ore 14:30 CEST 2ª giornata                           | Musiello Saluzzo | 1 – 3 referto                  | Luserna |  |
| \| \| \| \| \| Lavarone 23’ \| Marcatori \| 20’ D'Ancona 29’, 68’ Barbieri \| |                  |                                |         |  |
|                                                                               |                  |                                |         |  |
| Lavarone 23’                                                                  | Marcatori        | 20’ D'Ancona 29’, 68’ Barbieri |         |  |

| Venaria Reale 25 ottobre 2015, ore 14:30 CEST 3ª giornata | Luserna | 0 – 0 referto | Cuneo | Stadio Don G. Mosso |

#### Sedicesimi di finale
| Genova 15 novembre 2015, ore 14:30 CET                                 | Amicizia Lagaccio | 1 – 2 referto              | Luserna | Stadio Felice Ceravolo |
| \| \| \| \| \| Bargi 64’ \| Marcatori \| 5’ Di Lascio 72’ Malatesta \| |                   |                            |         |                        |
|                                                                        |                   |                            |         |                        |
| Bargi 64’                                                              | Marcatori         | 5’ Di Lascio 72’ Malatesta |         |                        |

#### Ottavi di finale
| Grugliasco 27 febbraio 2016, ore 14:30 CET                           | Luserna   | 1 – 2 referto         | Cuneo | Campo sportivo |
| \| \| \| \| \| Barbieri 40’ \| Marcatori \| 10’ Greppi 50’ Cerato \| |           |                       |       |                |
|                                                                      |           |                       |       |                |
| Barbieri 40’                                                         | Marcatori | 10’ Greppi 50’ Cerato |       |                |

## Statistiche

### Statistiche di squadra
| Competizione | Punti | In casa | In casa | In casa | In casa | In casa | In casa | In trasferta | In trasferta | In trasferta | In trasferta | In trasferta | In trasferta | Totale | Totale | Totale | Totale | Totale | Totale | DR  |
| Competizione | Punti | G       | V       | N       | P       | Gf      | Gs      | G            | V            | N            | P            | Gf           | Gs           | G      | V      | N      | P      | Gf     | Gs     | DR  |
| ------------ | ----- | ------- | ------- | ------- | ------- | ------- | ------- | ------------ | ------------ | ------------ | ------------ | ------------ | ------------ | ------ | ------ | ------ | ------ | ------ | ------ | --- |
| Serie A      | 22    | 11      | 3       | 1       | 7       | 11      | 29      | 11           | 3            | 3            | 5            | 14           | 37           | 22     | 6      | 4      | 12     | 25     | 66     | -41 |
| Coppa Italia | -     | 3       | 1       | 1       | 1       | 4       | 4       | 2            | 2            | 0            | 0            | 5            | 2            | 5      | 3      | 1      | 1      | 9      | 6      | +3  |
| Totale       | -     | 14      | 4       | 2       | 8       | 15      | 33      | 13           | 5            | 3            | 5            | 19           | 39           | 27     | 9      | 5      | 13     | 34     | 72     | -38 |

### Andamento in campionato
| Giornata  | 1 | 2  | 3 | 4 | 5 | 6 | 7 | 8 | 9  | 10 | 11 | 12 | 13 | 14 | 15 | 16 | 17 | 18 | 19 | 20 | 21 | 22 |
| --------- | - | -- | - | - | - | - | - | - | -- | -- | -- | -- | -- | -- | -- | -- | -- | -- | -- | -- | -- | -- |
| Luogo     | T | C  | T | C | T | C | T | C | T  | T  | C  | C  | T  | C  | T  | C  | T  | C  | T  | C  | C  | T  |
| Risultato | P | P  | V | P | N | P | N | P | P  | V  | P  | P  | P  | V  | N  | P  | P  | N  | P  | V  | V  | V  |
| Posizione | 9 | 10 | 6 | 7 | 8 | 8 | 8 | 8 | 10 | 9  | 9  | 9  | 10 | 8  | 8  | 9  | 9  | 9  | 10 | 8  | 7  | 8  |

Legenda:

Luogo: C = Casa; T = Trasferta. Risultato: V = Vittoria; N = Pareggio; P = Sconfitta.

### Statistiche delle giocatrici
| Giocatore       | Serie A  | Serie A | Serie A     | Serie A    | Coppa Italia | Coppa Italia | Coppa Italia | Coppa Italia | Totale   | Totale | Totale      | Totale     |
| Giocatore       | Presenze | Reti    | Ammonizioni | Espulsioni | Presenze     | Reti         | Ammonizioni  | Espulsioni   | Presenze | Reti   | Ammonizioni | Espulsioni |
| --------------- | -------- | ------- | ----------- | ---------- | ------------ | ------------ | ------------ | ------------ | -------- | ------ | ----------- | ---------- |
| N. Asteggiano   | 13       | -40     | 0           | 0          | 4            | -2           | 0            | 0            | 17       | -42    | 0           | 0          |
| R. Barbieri     | 22       | 5       | 0           | 0          | 4            | 4            | 0            | 0            | 26       | 9      | 0           | 0          |
| S. Bianco       | 13       | 0       | 1           | 0          | -            | -            | -            | -            | 13       | 0      | 1           | 0          |
| M. Bosi         | 20       | 0       | 3           | 0          | 3            | 0            | 0            | 0            | 23       | 0      | 3           | 0          |
| G. Campofiorito | 1        | 0       | 0           | 0          | -            | -            | -            | -            | 1        | 0      | 0           | 0          |
| V. Cantoro      | 15       | 1       | 0           | 0          | 1            | 0            | 0            | 0            | 16       | 1      | 0           | 0          |
| F. Coluccio     | 0        | 0       | 0           | 0          | 2            | 0            | 1            | 0            | 2        | 0      | 1           | 0          |
| A. D'Ancona     | 21       | 4       | 2           | 0          | 4            | 1            | 0            | 0            | 25       | 5      | 2           | 0          |
| E. Di Lascio    | 16       | 0       | 1           | 0          | 4            | 1            | 0            | 0            | 20       | 1      | 1           | 0          |
| E. Falbo        | 20       | 0       | 0           | 0          | 2            | 0            | 0            | 0            | 22       | 0      | 0           | 0          |
| A. Favole       | 22       | 1       | 0           | 0          | 5            | 2            | 0            | 0            | 27       | 3      | 0           | 0          |
| S. Favole       | 15       | 0       | 5           | 0          | 5            | 0            | 0            | 0            | 20       | 0      | 5           | 0          |
| M. Felizia      | 1        | 0       | 0           | 0          | -            | -            | -            | -            | 1        | 0      | 0           | 0          |
| C. Ippolito     | 2        | 0       | 0           | 0          | 1            | 0            | 0            | 0            | 3        | 0      | 0           | 0          |
| M. Malatesta    | 6        | 0       | 0           | 0          | 1            | 1            | 0            | 0            | 7        | 1      | 0           | 0          |
| S. Massarelli   | 14       | 0       | 1           | 0          | 5            | 0            | 0            | 0            | 19       | 0      | 1           | 0          |
| B. Mazzucchetti | 16       | 1       | 0           | 0          | 3            | 0            | 0            | 0            | 19       | 1      | 0           | 0          |
| E. Moretti      | 21       | 9       | 1           | 0          | 3            | 0            | 0            | 0            | 24       | 9      | 1           | 0          |
| V. Puglisi      | 8        | 0       | 0           | 0          | -            | -            | -            | -            | 8        | 0      | 0           | 0          |
| C. Putti        | 1        | 1       | 0           | 0          | 3            | 0            | 1            | 0            | 4        | 1      | 1           | 0          |
| C. Serafino     | 11       | -26     | 0           | 0          | 1            | -1           | 0            | 0            | 12       | -27    | 0           | 0          |
| A. Sosso        | 1        | 0       | 0           | 0          | 2            | 0            | 0            | 0            | 3        | 0      | 0           | 0          |
| M. Spanu        | 4        | 1       | 1           | 0          | 4            | 0            | 0            | 0            | 8        | 1      | 1           | 0          |
| G. Trapani      | 11       | 1       | 0           | 0          | 5            | 0            | 0            | 0            | 16       | 1      | 0           | 0          |
| G. Tudisco      | 14       | 0       | 6           | 1          | 5            | 0            | 0            | 0            | 19       | 0      | 6           | 1          |